# Bartolomeo della Fonte

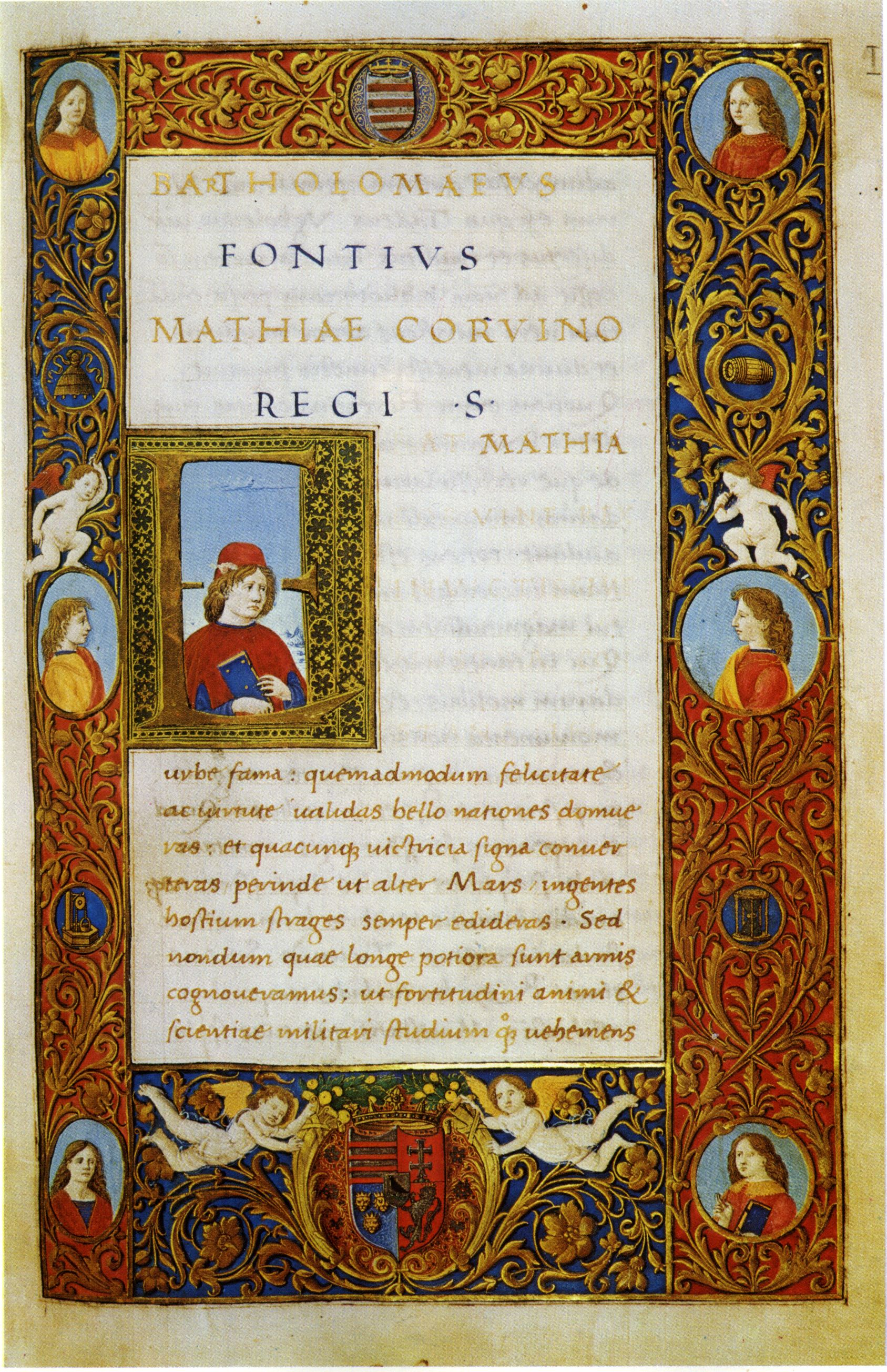
Das Widmungsexemplar (Autograph) der Werke Bartolomeos für König Matthias Corvinus, 1488 geschrieben. Wolfenbüttel, Herzog August Bibliothek, Cod. Lat. 43, Aug. 2°, fol. 1r

Bartolomeo della Fonte (auch Bartolomeo Fonte, Fonzio oder latinisiert Bartholomaeus Fontius; * 1446 in Florenz; † 1513 in Montemurlo) war ein italienischer Humanist, Dichter und Übersetzer.
Bartolomeo della Fonte besuchte zunächst die Schule, dann die Universität in Florenz. Griechisch und Latein studierte er dabei bei Cristoforo Landino, Johannes Argyropulos und Bernardo Nuri. Mit Angelo Poliziano war er in Feindschaft verbunden. Von 1469 bis 1471 weilte er in Ferrara, anschließend war er bis 1483 wieder in Florenz. Bei einem kürzeren Aufenthalt in Rom verfasste er ein Werk, in dem er die Monumente der Stadt beschrieb. 1481 wurde er Professor am Studio Fiorentino. 1483 und 1484 war er erneut in Rom. Durch Kontakte nach Ungarn brach er 1484 zu einer Reise nach Buda auf, die ihn über Ragusa führte. 1489 gestaltete er in Buda die Bibliothek des Matthias Corvinus in wesentlichen Bereichen mit. 1490 kehrte er nach Florenz zurück, ab 1494 war er als Priester in Montemurlo tätig.
Neben eigenen Gedichten in lateinischer und italienischer Sprache veröffentlichte della Fonte vor allem Übersetzungen antiker Autoren, die er auch herausgab und oft kommentierte. Aus seinen Lehrveranstaltungen am Studio Fiorentino ging seine Ausgabe der Argonautica des Valerius Flaccus hervor, die Aufzeichnungen waren noch bis 1503 Grundlage der Flaccus-Editionen. Hier bezog er sich auf diverse andere Werke in seinem Besitz, auf die er über Seiten- und Foliozahlen Bezug nahm und verwies. Die Argonautiká des Apollonios Rhodos übersetzte della Fonte erstmals aus dem Griechischen ins Lateinische. Seine wörtliche Übersetzung führte zu unterschiedlichen Fassungen. Auch Demosthenes ad Alexandrum übersetzte er ins Lateinische sowie die Phalaris- und Aristeas-Briefe ins Italienische. 1478 edierte er Aulus Cornelius Celsus’ Schriften und Silvae des Publius Papinius Statius und 1479/89 die Logik des Augustinus. 1477 erschien sein Kommentar des Aulus Persius Flaccus, 1488 sein Traktat Thadeus. Seine erhaltene umfangreiche Korrespondenz gibt bedeutende Einblicke in das Leben der Humanisten des 15. und beginnenden 16. Jahrhunderts.
In Fornacelle wurde ihm zu Ehren die Biblioteca comunale Bartolomeo della Fonte benannt.

## Ausgaben und Übersetzungen
- Alessandro Daneloni, Martin Davies (Hrsg.): Bartolomeo Fonzio: Letters to Friends. Harvard University Press, Cambridge (Massachusetts) 2011, ISBN 978-0-674-05836-1 (lateinischer Text und englische Übersetzung)